# Aquille Carr
Aquille Carr (Baltimora, 28 settembre 1993) è un cestista statunitense.

## Carriera
Nella stagione 2013-2014 dopo aver terminato l'anno precedente l'high school ha giocato per una stagione nella NBDL, lega in cui ha giocato 10 partite con una media di 10,7 punti segnati a partita; si è poi dichiarato eleggibile per il Draft NBA 2014, nel quale non è stato scelto da nessuna squadra NBA.
Il 9 settembre 2014 ha firmato un contratto di un anno con i Saint John Mill Rats. Nel dicembre dello stesso anno viene tagliato dai Mill Rats dopo un totale di 9 partite giocate.